# Reklama kontekstowa
Reklama kontekstowa – sposób prezentowania reklam użytkownikom rozmaitych usług internetowych (stron internetowych, e-maili, czatów, forów dyskusyjnych, komunikatorów itd.), który zakłada dopasowanie treści reklam do treści stron, na których są one umieszczone. Ideą reklamy kontekstowej jest założenie, że osoba wystawiona na jej działanie chętniej na nią pozytywnie zareaguje, gdy będzie ona związana z poszukiwaną przez tę osobę informacją niż gdyby nie miała ona z nią związku.
Reklama kontekstowa występuje w dwóch wariantach, które mogą działać niezależnie od siebie: 
(1) Pierwszym z nich jest reklama wyświetlana na zewnętrznych stronach internetowych, których właściciele zgłosili chęć publikowania u siebie treści reklamowych. W jaki sposób zatem nasza reklama dociera do właściwego odbiorcy? Specjalne algorytmy analizują treści wszystkich podstron, tworząc profil tematyczny strony. Reklama jest wyświetlana jedynie na stronach, które bezpośrednio lub pośrednio łączą się z tematyką działalności reklamodawcy. Reklama taka zawiera się w formie tekstów, linków, grafik i animacji umieszczanych obok właściwej treści danego serwisu; w przypadku stron WWW najczęściej przyjmuje to formę osobnej, wydzielonej jej części (boksu, panelu bocznego, listwy dolnej lub górnej) gdzie wyświetlane są krótkie teksty i linki do innych stron WWW. 
(2) Drugą formą reklamy kontekstowej jest tzw. reklama sponsorowana wyświetlana bezpośrednio na stronie wyników wyszukiwarki użytkownika. W tej sytuacji po uiszczeniu odpowiedniej opłaty link do określonej strony jest umieszczany na górze listy stron, będących odpowiedzią wyszukiwarki na wprowadzone przez internautę słowa kluczowe, nawet jeśli strona ma niski ranking. 
Reklama kontekstowa w internecie może przybierać formę zarówno czystego tekstu, umieszczanego gdzieś obok właściwej zawartości serwisu za pomocą którego jest emitowana jak i różnych form reklamy wizualnej, choć znacznie częściej spotykana jest ta pierwsza jej forma. 
Największymi zaletami, które charakteryzują reklamę kontekstową jest „możliwość precyzyjnego dotarcia do adekwatnej grupy docelowej przy stosunkowo niskich (i elastycznych) kosztach.”
Według danych IAB Polska na reklamę kontekstową w internecie wydano na polskim rynku 110 milionów PLN, co stanowiło ok. 30% rynku wszystkich reklam internetowych. IAB Polska szacuje, że w 2008 r. wydane zostanie 190 milionów PLN co ma stanowić ponad 40% rynku wszystkich form reklamy w internecie.

## Autor reklamy kontekstowej
Autorem reklamy kontekstowej jest copywriter. Jest w stanie przygotować założenia i projekt reklamy, a zarazem odpowiedni tekst reklamowy. Zawsze dba o dostosowanie się do konkretnej grupy odbiorczej, do których chcą dotrzeć odpowiedni sprzedawcy. Współpracuje z nimi prowadząc własną działalność gospodarczą bądź na podstawie umowy o dzieło czy zlecenie.

## Schemat działania
Reklama kontekstowa działa zazwyczaj według następującego schematu:
- klient zamawiający reklamę tworzy jej proponowaną treść oraz ustala listę haseł kluczowych
- reklama pojawia się gdy w treści usługi, z której korzysta internauta występują wskazane słowa kluczowe
- klient płaci albo za samą emisję reklamy (PPM), albo za jej zauważalny efekt w postaci kliknięcia (PPC) w nią lub wykonania jakiejś innej akcji przez internautę (PPA, np: wypełnienie ankiety), albo opłata jest kombinacją tych form naliczania kosztów.

Jakkolwiek teoretycznie możliwe byłoby stosowanie reklamy kontekstowej na własną rękę przez każdego z dostarczycieli poszczególnych usług/serwisów internetowych oddzielnie byłoby to dla nich uciążliwe, gdyż sami musieliby szukać reklamodawców a następnie z każdym z nich osobno rozliczać się z efektów reklamy. W związku z tym rynek tych reklam jest opanowany przez firmy prowadzące popularne wyszukiwarki internetowe i portale. Firmy te pośredniczą między reklamodawcami i reklamobiorcami za pomocą tzw. systemów reklamy kontekstowej. Systemy te różnią się w szczegółach między sobą, wszystkie one działają jednak według następującego schematu:
- reklamodawcom oferowany jest specjalny panel administracyjny, w którym podaje się adresy usług, które chce się zareklamować z ich krótkim opisem, słowami kluczowymi, które mają uruchamiać ich wyświetlanie oraz ustala się sposób płatności
- reklamobiorcom również oferuje się specjalny panel, w którym wypełniają oni ankietę na temat swojego serwisu/usługi, następnie muszą zaakceptować warunki i opłatę jaką oferuje pośrednik i na koniec umieścić w swojej usłudze/serwisie kod powodujący oddanie części przestrzeni tego serwisu/usługi na emisję reklam
- choć widać je bezpośrednio u reklamobiorcy, reklamy są tak naprawdę emitowane przez system pośrednika; przy czym zarówno reklamobiorca jak i reklamodawca mogą za pomocą swoich paneli obserwować na bieżąco efekt działania tych reklam i modyfikować parametry ich emisji tak aby uzyskać maksymalny efekt przy minimalnych kosztach własnych.

## Najpopularniejsze systemy reklamy kontekstowej w Polsce
Do najpopularniejszych systemów reklamy kontekstowej w Polsce w marcu 2008, według raportu serwisu Money.pl zaliczały się:
| Nazwa systemu   | Firma dostarczająca        | Szacowana liczba internautów do których dociera reklama [w milionach] |
| --------------- | -------------------------- | --------------------------------------------------------------------- |
| AdSense AdWords | Google                     | 11,7                                                                  |
| Adkontekst      | Netsprint/Wirtualna Polska | 10                                                                    |
| OnetKontekst    | Onet.pl                    | 10                                                                    |
| SmartContext    | Arbomedia                  | 8                                                                     |
| Boksy.Gazeta.pl | Gazeta.pl                  | 5                                                                     |
| BusinessClick   | Money.pl                   | 4,5                                                                   |
| Adsearch.pl     | Interia.pl                 | 5,5 mln                                                               |